# Dietrich Dorfstecher

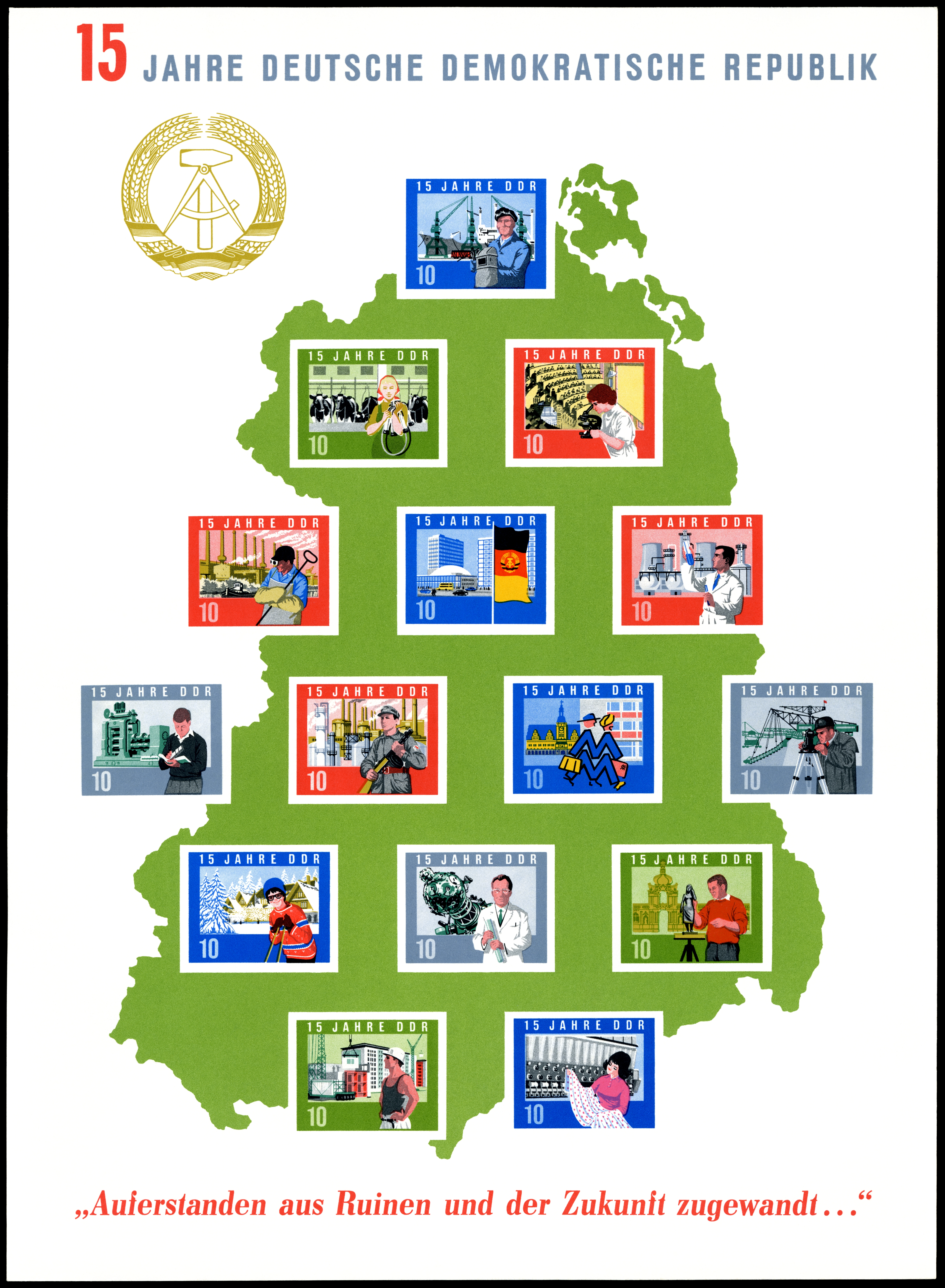
Der größte Briefmarkenblock der deutschen Geschichte, 15 Jahre DDR, 1964
Entwurf: Hennig und Dorfstecher

Dietrich Dorfstecher (* 11. Februar 1933 in Kreckow; † 30. Mai 2011 in Berlin) war ein deutscher Gebrauchsgrafiker, insbesondere Briefmarkengestalter und Entwerfer von Medaillen.

## Leben und Werk
Dorfstecher absolvierte eine Lehre als Gebrauchswerber mit Abitur an der Goethe-Oberschule in Schwerin und studierte von 1952 bis 1957 bei Klaus Wittkugel an der Kunsthochschule Berlin-Weißensee Gebrauchsgrafik. Danach arbeitete er in Berlin als Gebrauchsgrafiker und Ausstellungsgestalter. Er entwarf insbesondere Medaillen und Briefmarken für die Deutsche Post. 1958 konnte er an einem Wettbewerb der Deutschen Post teilnehmen, den er mit dem Entwurf der Sondermarke zur Leipziger Frühjahrsmesse 1959 gewann. In der Folgezeit entwarf Dorfstecher zahlreiche weitere Marken zur Leipziger Messe, aber auch zu anderen Themen, unter anderem die Serien „Bedeutende Bauwerke“ (1967–1969, 22 Werte) und „Musikinstrumente der Völker“ (sechs Werte von 1971). Dorfstecher hat auch mehrere deutsche Münzen gestaltet. Er schuf darüber hinaus zum Beispiel auch das Wappen von Marzahn.
Dorfstecher war bis 1990 Mitglied des Verbands Bildender Künstler der DDR und Leiter der Arbeitsgruppe Ausstellungen in deren Zentralvorstand.
Nach der deutschen Wiedervereinigung konnte Dorfstecher weiterhin Gestaltungswettbewerbe für Münzen und Briefmarken gewinnen. Nach seinen Entwürfen wurden am 13. Juli 2006 die Briefmarke „Burganlage Burghausen“ (55 ct) sowie jeweils im Oktober 2006 und 2010 eine 100-Euro-Goldmünze verausgabt.
Dietrich Dorfstecher gehörte dem Kreis Berliner Medailleure und der Deutschen Gesellschaft für Medaillenkunst an. Er arbeitete für diese Gesellschaft auch bei der Katalog- und Ausstellungsgestaltung.
Dorfstecher lebte in Berlin-Grünau.

## Ehrungen
- 1978: Vaterländischer Verdienstorden in Bronze
- 1980: Kunstpreis der DDR
- 1987: Wilhelm-Bracke-Medaille

## Teilnahme an zentralen und wichtigen regionalen Ausstellungen in der DDR (unvollständig)
- 1962 bis 1988: Dresden, Fünfte Deutsche Kunstausstellung bis X. Kunstausstellung der DDR
- 1976 bis 1986: Berlin, vier Bezirkskunstausstellungen